# 楓橋夜泊
《楓橋夜泊》盛唐詩人張繼描述離鄉後思念故鄉的七言绝句。作於天寶十五載（756年）流寓蘇州時，这首诗首先被选入高仲武編選的《中兴间气集》（题名《松江夜泊》），後又選入《唐诗三百首》。

## 賞析

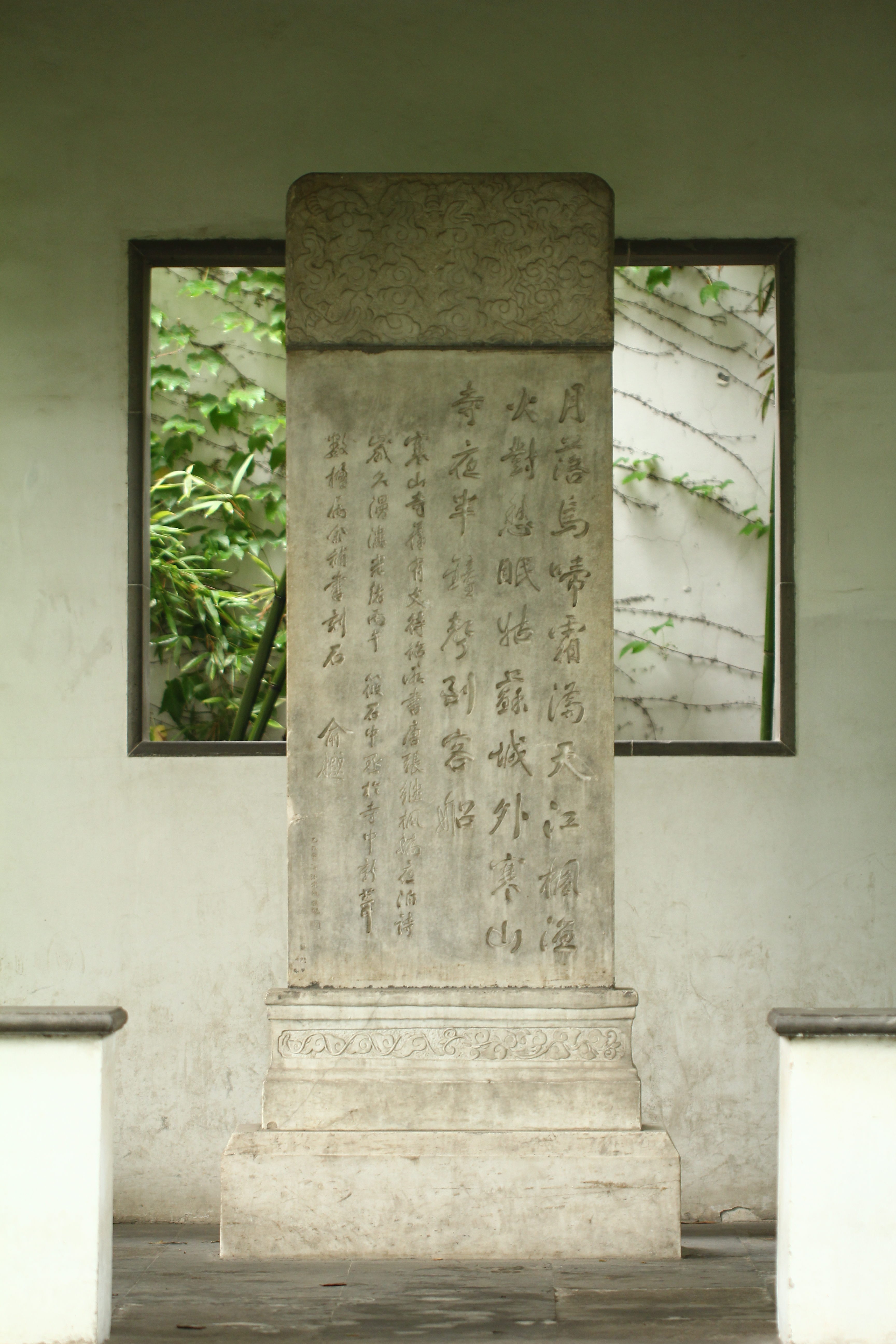
南京楓橋夜泊詩碑。該碑由汪精衛政權於1939年4月按蘇州寒山寺原碑複製。碑陽為俞樾書唐人張繼《楓橋夜泊》。碑側為清江蘇巡撫陳夔龍題跋。位於南京总统府煦园內。

天寶十四年爆發安史之亂，玄宗倉皇奔蜀。張繼與其他文士逃到今江蘇、浙江一帶避亂。《楓橋夜泊》是他最著名的詩。寒山寺是蘇州城外一座小寺，亦因《楓橋夜泊》一詩聞名，成為一處名勝古跡。
《楓橋夜泊》一詩膾炙人口，論述多矣。例如有人指出“霜滿天”應為“霜滿地”。關於“夜半鐘聲”之說歷代都有人討論。欧阳修曾質疑“姑苏城外寒山寺，夜半钟声到客船”之句，在《六一诗话》中指稱：“句则佳也，其如三更不是撞钟时。”《庚溪诗话》解釋說：“然余昔官姑苏，每三鼓尽，四鼓初，即诸寺钟皆鸣，想自唐时已然也。后观于鹄诗云：‘定知别后家中伴，遥听缑山半夜钟。’白乐天云：‘新秋松影下，半夜钟声后。’温庭筠云：‘悠然旅榜频回首，无复松窗半夜钟。’则前人言之，不独张继也。”范成大在《吳郡志》考證說吳中僧寺確有半夜鳴鐘的習俗，謂之「定夜鐘」。
俞樾曾針對“江楓”作考證：“唐張繼《楓橋夜泊》詩膾炙人口，唯次句‘江楓漁火’四字，頗有可疑。宋龔明之《中吳紀聞》作‘江村漁火’宋人舊籍可寶也。此詩宋王郇公曾寫此刻石，今不可見。明文待詔所書亦漫漶，‘江’下一字不可辨。筱石中丞屬余補書，姑從今本，然‘江村’古本不可沒也，因作詩附刻以告觀者：郇公舊墨久無存，待詔殘碑不可捫。幸有《中吳紀聞》在，千金一字是‘江村’。俞樾。”
近代有人指出“江枫”不是江边的枫树，而是兩座橋，“江橋、楓橋之謂也”。